# John Selfridge
John Lewis Selfridge (17 de febrero de 1927 - 31 de octubre de 2010) fue un matemático estadounidense, con numerosas contribuciones en los campos de la teoría analítica de números, la teoría de números computacional y la combinatoria.

## Semblanza
Selfridge nació en 1927 en la Ketchikan, la ciudad más poblada de Alaska. Se doctoró en 1958 por la Universidad de California en Los Ángeles bajo la supervisión de Theodore Motzkin.
En 1962 demostró que 78.557 es un número de Sierpiński; comprobando que, cuando k = 78.557, todos los números de la forma k2n + 1 tienen un factor en el conjunto de recubrimiento {3, 5, 7, 13, 19, 37, 73}. Cinco años después, junto con Sierpiński, propuso la conjetura de que 78.557 es el número de Sierpinski más pequeño y, por lo tanto, la respuesta al problema de Sierpinski. Un proyecto de computación distribuida llamado Seventeen or Bust está tratando actualmente de probar esta afirmación. A fecha de abril de 2017 solo quedaban por analizar cinco de las diecisiete posibilidades originales.
En 1964, Selfridge y Alexander Hurwitz demostraron que el 14.º número de Fermat ({\displaystyle 2^{2^{14}}+1}) era compuesto.
 Sin embargo, su demostración no proporcionaba un factor. No fue hasta 2010 cuando se encontró el primer factor del número 14 de Fermat.
En 1975, John Brillhart, Derrick Henry Lehmer y Selfridge desarrollaron un método para demostrar la primalidad de p dadas solo factorizaciones parciales de p - 1 y de p + 1. Todos ellos, junto con Samuel S. Wagstaff, Jr., participaron en el Proyecto de Cunningham.
Junto con Paul Erdős, Selfridge resolvió un problema que contaba con 150 años de antigüedad, demostrando que el producto de números consecutivos nunca es una potencia. Les tomó muchos años encontrar la prueba y John hizo un uso intensivo de las computadoras, pero la versión final de la prueba requiere solo una cantidad modesta de cálculo, es decir, evaluar una función fácil de calcular f(n) para 30 000 valores consecutivos de n. Selfridge sufrió del bloqueo del escritor y le pagó a un exalumno para que escribiera el resultado, aunque solo tiene dos páginas.
Como matemático, fue uno de los teóricos de números más efectivos con una computadora. También tenía facilidad con las palabras. En la ocasión en que otro teórico de números computacionales, Samuel S. Wagstaff, Jr., estaba realizando una exposición en la Conferencia de Teoría de Números semestral de Bloomington, Illinois, sobre sus investigaciones informáticas acerca del último teorema de Fermat, alguien le preguntó con demasiada insistencia qué métodos estaba usando, y siguió insistiendo en obtener una respuesta. Wagstaff se quedó allí como un ciervo cegado por los faros de un coche, sin saber qué decir, hasta que Selfridge lo ayudó. "Usó el principio de las tonterías informáticas". Wagstaff manifestó más tarde que probablemente no hubiera querido usar esa frase en una propuesta de investigación que solicitaba financiación, como una propuesta de la NSF.
También desarrolló el procedimiento discreto de Selfridge-Conway para crear un corte de pastel sin envidia entre tres personas. Desarrolló este procedimiento en 1960, y John Conway lo descubrió de forma independiente en 1993. Ninguno de los dos publicó el resultado, pero Richard Guy le contó a muchas personas la solución de Selfridge en la década de 1960, y finalmente se atribuyó a los dos en varios libros y artículos.
Fue docente en las facultades de la Universidad de Illinois en Urbana-Champaign y de la Universidad del Norte de Illinois de 1971 a 1991 (cuando se jubiló), presidiendo el Departamento de Ciencias Matemáticas de 1972 a 1976 y de 1986 a 1990. Así mismo, desempeñó el cargo de editor ejecutivo de la revista Mathematical Reviews de 1978 a 1986, supervisando la informatización de sus operaciones Fue uno de los fundadores de la Number Theory Foundation que ha nombrado el Premio Selfridge en su honor.

## Conjetura de Selfridge sobre los números de Fermat
Selfridge hizo la siguiente conjetura sobre los números de Fermat Fn = 22n + 1 . Sea g(n) el número de factores primos distintos de Fn (sucesión A046052 en OEIS). En el año 2016, solo se conocía g(n) hasta n = 11, y es monótona. Selfridge conjeturó que, contrariamente a las apariencias, g(n) NO es monótona. En apoyo de su conjetura, demostró que una condición suficiente (pero no necesaria) para su verdad es la existencia de otro primo de Fermat más allá de los cinco conocidos (3, 5, 17, 257, 65537).

## Conjetura de Selfridge sobre las pruebas de primalidad
Esta conjetura también se llama conjetura PSW, en honor a Selfridge, Carl Pomerance y Samuel S. Wagstaff, Jr..
Sea p un número impar, con p ≡ ± 2 (mod 5). Selfridge conjeturó que si
- 2p−1 ≡ 1 (mod p) y al mismo tiempo
- fp+1 ≡ 0 (modificación p),

donde fk es el k-ésimo número de Fibonacci, entonces p es un número primo, y ofreció 500 dólares por un contraejemplo que desmintiera esta afirmación. También ofreció 20 dólares por una prueba de que la conjetura era cierta. La Fundación de Teoría de Números se hizo cargo de este premio. Un ejemplo en realidad supone ganar 620 dólares, porque Samuel S. Wagstaff, Jr. ofreció otros 100 dólares por un ejemplo o una prueba, y Carl Pomerance ofreció 20 por un ejemplo y 500 por una prueba. Selfridge requiere que se suministre una factorización, pero Pomerance no. La conjetura seguía abierta el 23 de agosto de 2015. La prueba relacionada de que fp−1 ≡ 0 (mod p) para p ≡ ±1 (mod 5) es falsa, y tiene un contraejemplo de 6 dígitos. El contraejemplo más pequeño para +1 (mod 5) es 6601 = 7 × 23 × 41 y el más pequeño para −1 (mod 5) es 30889 = 17 × 23 × 79. Debe saberse que un razonamiento heurístico de Pomerance demuestra que esta conjetura es falsa (y por lo tanto, debería existir un contraejemplo).

## Publicaciones
- Pirani, F. A. E.; Moser, Leo; Selfridge, John (1950). «Elementary Problems and Solutions: Solutions: E903». Am. Math. Mon. 57 (8): 561-562. JSTOR 2307953. MR 1527674. doi:10.2307/2307953.

- Carl Pomerance; John L. Selfridge; Samuel S. Wagstaff, Jr. (July 1980). «The pseudoprimes to 25·109». Math. Comput. 35 (151): 1003-1026. JSTOR 2006210. doi:10.1090/S0025-5718-1980-0572872-7.
- Eggan, L. C.; Eggan, Peter C.; Selfridge, J. L. (1982). «Polygonal products of polygonal numbers and the Pell equation».  Fibonacci Q. 20 (1): 24-28. MR 0660755.
- Erdos, P; Selfridge, J. L. (1982). «Another property of 239 and some related questions». Congr. Numer.: 243-257. MR 0681710.
- Lacampagne, C. B.; Selfridge, J. L. (1985). «Large highly powerful numbers are cubeful».  Rocky Mt. J. Math. 15 (2): 459. MR 0823257. doi:10.1216/rmj-1985-15-2-459.
- Lacampagne, C. B.; Selfridge, J. L. (1986). «Pairs of squares with consecutive digits». Math. Mag. 59 (5): 270-275. JSTOR 2689401. MR 0868804. doi:10.2307/2689401.
- Blair, W. D.; Lacampagne, C. B.; Selfridge, J. L. (1986). «Notes: Factoring Large Numbers on a Pocket Calculator». Am. Math. Mon. 93 (10): 802-808. JSTOR 2322936. MR 1540993. doi:10.2307/2322936.
- Guy, R. K.; Lacampagne, C. B.; Selfridge, J. L. (1987). «Primes at a glance». Math. Comput. 48 (177): 183-202. MR 0866108. doi:10.1090/s0025-5718-1987-0866108-3.
- Trench, William F.; Rodriguez, R. S.; Sherwood, H.; Reznick, Bruce A.; Rubel, Lee A.; Golomb, Solomon W.; Kinnon, Nick M.; Erdos, Paul et al. (1988). «Problems and Solutions: Elementary Problems: E3243–E3248». Am. Math. Mon. 95 (1): 50-51. JSTOR 2323449. MR 1541238. doi:10.2307/2323449.
- Erdos, P.; Lacampagne, C. B.; Selfridge, J. L. (1988). «Prime factors of binomial coefficients and related problems». Acta Arith. 49 (5): 507-523. MR 0967334. doi:10.4064/aa-49-5-507-523.
- Bateman, P. T.; Selfridge, J. L.; Wagstaff, S. S. (1989). «The New Mersenne conjecture». Am. Math. Mon. 96 (2): 125-128. JSTOR 2323195. MR 0992073. doi:10.2307/2323195.
- Lacampagne, C. B.; Nicol, C. A.; Selfridge, J. L. (1990). «Sets with nonsquarefree sums». Number Theory. de Gruyter. pp. 299-311.
- Howie, John M.; Selfridge, J. L. (1991). «A semigroup embedding problem and an arithmetical function». Math. Proc. Camb. Philos. Soc. 109 (2): 277-286. Bibcode:1991MPCPS.109..277H. MR 1085395. doi:10.1017/s0305004100069747.
- Eggleton, R. B.; Lacampagne, C. B.; Selfridge, J. L. (1992). «Eulidean quadratic fields». Am. Math. Mon. 99 (9): 829-837. JSTOR 2324118. MR 1191702. doi:10.2307/2324118.
- Erdos, P.; Lacampagne, C. B.; Selfridge, J. L. (1993). «Estimates of the least prime factor of a binomial coefficient». Math. Comput. 61 (203): 215-224. Bibcode:1993MaCom..61..215E. MR 1199990. doi:10.1090/s0025-5718-1993-1199990-6.
- Lin, Cantian; Selfridge, J. L.; Shiue, Peter Jau-shyong (1995). «A note on periodic complementary binary sequences». J. Comb. Math. Comb. Comput. 19: 225-29. MR 1358509.
- Blecksmith, Richard; McCallum, Michael; Selfridge, J. L. (1998). «3-smooth representations of integers». Am. Math. Mon. 105 (6): 529-543. JSTOR 2589404. MR 1626189. doi:10.2307/2589404.
- Blecksmith, Richard; Erdos, Paul; Selfridge, J. L. (1999). «cluster primes». Am. Math. Mon. 106 (1): 43-48. JSTOR 2589585. MR 1674129. doi:10.2307/2589585.
- Erdos, Paul; Malouf, Janice L.; Selfridge, J. L.; Szekeres, Esther (1999). «Subsets of an interval whose product is a power». Discrete Math. 200 (1–3): 137-147. MR 1692286. doi:10.1016/s0012-365x(98)00332-x.
- Granville, Andrew; Selfridge, J. L. (2001). «Product of integers in an interval, modulo squares». Electron. J. Comb. 8 (1): #R5. MR 1814512. doi:10.37236/1549.